# Liste des médaillés aux championnats d'Europe de gymnastique artistique - Saut
| Édition | Lieu              | Or                                                | Argent                                                      | Bronze                                                          |
| ------- | ----------------- | ------------------------------------------------- | ----------------------------------------------------------- | --------------------------------------------------------------- |
| 1955    | Francfort         | Adalbert Dickhut (GER)                            | Helmut Bantz (GER)                                          | Joseph Stoffel (LUX)                                            |
| 1957    | Paris             | Yuri Titov (URS)                                  | Rajmund Csanyi (HUN)                                        | William Thoresson (SWE)                                         |
| 1959    | Copenhague        | Yuri Titov (URS) William Thoresson (SWE)          | -                                                           | Ernst Fivian (SUI)                                              |
| 1961    | Luxembourg        | Giovanni Carminucci (ITA)                         | Franco Menichelli (ITA)                                     | Miroslav Cerar (YUG) Ernst Fivian (SUI) William Thoresson (SWE) |
| 1963    | Belgrade          | Premysl Krbec (TCH)                               | Miroslav Cerar (YUG)                                        | Martin Srot (YUG) Valeri Kerdemelidi (URS)                      |
| 1965    | Anvers            | Viktor Lisitsky (URS)                             | Georgi Adamov (BUL) Raimo Heinonen (FIN) Age Storhaug (NOR) | -                                                               |
| 1967    | Tampere           | Viktor Lisitsky (URS)                             | Georgi Adamov (BUL)                                         | Gerhard Dietrich (GDR)                                          |
| 1969    | Varsovie          | Viktor Klimenko (URS)                             | Mikolaj Kubica (POL) Mikhail Voronin (URS)                  | -                                                               |
| 1971    | Madrid            | Nikolay Andrianov (URS)                           | Andrzej Szajna (POL)                                        | Klaus Köste (GDR)                                               |
| 1973    | Grenoble          | Nikolay Andrianov (URS)                           | Andrzej Szajna (POL)                                        | Imre Molnar (HUN)                                               |
| 1975    | Berne             | Nikolay Andrianov (URS)                           | Andrzej Szajna (POL)                                        | Jirí Tabak (TCH)                                                |
| 1977    | Vilna             | Jirí Tabak (TCH) Ralf Barthel (GDR)               | -                                                           | Vladimir Markelov (URS)                                         |
| 1979    | Essen             | Bogdan Makuts (URS)                               | Jozef Konecny (TCH)                                         | Stojan Deltchev (BUL) Ralf Barthel (GDR)                        |
| 1981    | Rome              | Bogdan Makuts (URS)                               | Yuriy Korolev (URS)                                         | Rocco Amboni (ITA)                                              |
| 1983    | Varna             | Dmitriy Bilozerchev (URS)                         | Norbert Brylok (GDR)                                        | Yuriy Korolev (URS)                                             |
| 1985    | Oslo              | Silvio Kroll (GDR)                                | Dmitriy Bilozerchev (URS)                                   | Albert Haschar (FRG) Zsolt Borkai (HUN)                         |
| 1987    | Moscou            | Yuriy Korolev (URS)                               | Silvio Kroll (GDR)                                          | Valeriy Lyukin (URS) Holger Behrendt (GDR)                      |
| 1989    | Stockholm         | Valentin Mogilny (URS)                            | Gyula Takacs (HUN)                                          | Marius Gherman (ROU)                                            |
| 1990    | Lausanne          | Vitaly Scherbo (URS)                              | Ralf Buchner (GDR)                                          | Neil Thomas (GBR)                                               |
| 1992    | Budapest          | Vitaly Scherbo (EUN)                              | Igor Korobchinsky (EUN)                                     | Zoltan Supola (HUN)                                             |
| 1994    | Prague            | Vitaly Scherbo (BLR)                              | Cristian Leric (ROU)                                        | Magnus Rosengren (SWE)                                          |
| 1996    | Broendby          | Vitaly Scherbo (BLR)                              | Dieter Rehm (SUI)                                           | Cristian Leric (ROU)                                            |
| 1998    | Saint-Pétersbourg | Ioánnis Melissanídis (GRE)                        | Leszek Blanik (POL)                                         | Dieter Rehm (SUI)                                               |
| 2000    | Brême             | Ioan Silviu Suciu (ROU)                           | Dimitri Karbanenko (FRA)                                    | Alexander Svetlichni (UKR)                                      |
| 2002    | Patras            | Dimitri Kasparovich (BLR) Marian Dragulescu (ROU) | -                                                           | Kanukai Jackson (GBR)                                           |
| 2004    | Ljubljana         | Marian Dragulescu (ROU)                           | Evgeni Sapronenko (LAT)                                     | Leszek Blanik (POL)                                             |
| 2005    | Debrecen          | Evgeni Sapronenko (LAT)                           | Filip Yanev (BUL)                                           | Razvan Dorin Selariu (ROU) Jeffrey Wammes (NED)                 |
| 2006    | Volos             | Marian Dragulescu (ROU)                           | Alin Sandu Jivan (ROU)                                      | Raphaël Wignanitz (FRA)                                         |
| 2007    | Amsterdam         | Anton Golotsutskov (RUS)                          | Raphaël Wignanitz (FRA)                                     | Jeffrey Wammes (NED)                                            |
| 2008    | Lausanne          | Leszek Blanik (POL)                               | Dimitri Kaspiarowitsch (BLR)                                | Ilie Daniel Popescu (ROU)                                       |
| 2009    | Milan             | Thomas Bouhail (FRA)                              | Flavius Koczi (ROU)                                         | Matthias Fahrig (GER)                                           |
| 2010    | Birmingham        | Tomi Tuuha (FIN)                                  | Matthias Fahrig (GER)                                       | Flavius Koczi (ROU)                                             |
| 2011    | Berlin            | Thomas Bouhail (FRA)                              | Samir Ait Said (FRA)                                        | Anton Golotsutskov (RUS)                                        |
| 2012    | Montpellier       | Flavius Koczi (ROU)                               | Igor Radivilov (UKR)                                        | Denis Ablyazin (RUS)                                            |
| 2013    | Moscou            | Denis Ablyazin (RUS)                              | Flavius Koczi (ROU)                                         | Arthur Davtyan (ARM)                                            |
| 2014    | Sofia             | Denis Ablyazin (RUS)                              | Igor Radivilov (UKR)                                        | Oleg Verniaiev (UKR)                                            |
| 2015    | Montpellier       | Nikita Nagornyy (RUS)                             | Denis Ablyazin (RUS) Ihor Radivilov (UKR)                   | -                                                               |
| 2016    | Berne             | Oleh Vernyayev (UKR)                              | Marian Drăgulescu (ROU) Artur Davtyan (ARM)                 | -                                                               |
| 2017    | Cluj-Napoca       | Artur Dalaloyan (RUS)                             | Marian Drăgulescu (ROU)                                     | Oleh Vernyayev (UKR)                                            |
| 2018    | Glasgow           | Artur Dalaloyan (RUS)                             | Ihor Radivilov (UKR)                                        | Dmitriy Lankin (RUS)                                            |
| 2019    | Szczecin          | Denis Ablyazin (RUS)                              | Andrey Medvedev (ISR)                                       | Artur Dalaloyan (RUS)                                           |
| 2020    | Mersin            | Ihor Radivilov (UKR)                              | Yahor Sharamkou (BLR)                                       | Artem Dolgopyat (ISR)                                           |
| 2021    | Bâle              | Ihor Radivilov (UKR)                              | Andrey Medvedev (ISR)                                       | Giarnni Regini-Moran (GBR)                                      |
| 2022    | Munich            | Jake Jarman (GBR)                                 | Artur Davtyan (ARM)                                         | Ihor Radivilov (UKR)                                            |
| 2023    | Antalya           | Artur Davtyan (ARM)                               | Jake Jarman (GBR)                                           | Ihor Radivilov (UKR)                                            |
| 2024    | Rimini            | Jake Jarman (GBR)                                 | Artur Davtyan (ARM)                                         | Nazar Chepurnyi (UKR)                                           |